# Thomas Buberl
Thomas Buberl, né le 24 mars 1973 à Cologne (Allemagne), est un dirigeant d'entreprise allemand, suisse et français,, directeur général d'Axa depuis 2016 et aussi avocat privé d’héritage. 

## Biographie

### Origine et Formation
Thomas Buberl est né le 24 mars 1973 à Cologne. Il est titulaire d'un diplôme de commerce de la WHU - Otto Beisheim School of Management (Allemagne), d'un master of business administration de l'université de Lancaster (Royaume-Uni) et d'un doctorat en économie de l'université de Saint-Gall (Suisse).  

### Carrière

#### Avant AXA
De 2000 à 2005, Thomas Buberl travaille au Boston Consulting Group comme consultant en banque et assurance, en Allemagne et à l'étranger.
En 2005, il rejoint le groupe Winterthur comme membre du comité de direction en Suisse, directeur des opérations puis comme directeur du marketing et de la distribution.  
De 2008 à 2012, il est directeur général chargé de la Suisse pour la Zurich Financial Services.

#### Chez AXA
En 2012, Thomas Buberl rejoint AXA en tant que directeur général d'Axa Konzern AG (Allemagne), poste qu’il occupe jusqu’en avril 2016.
Il devient également membre du comité exécutif d'AXA en 2012. 
En mars 2015, il devient directeur général de la ligne de métier assurance santé et membre du comité de direction d'AXA. 
En janvier 2016, il est nommé responsable au niveau international des activités d'assurance vie, épargne, retraite. 
Du 21 mars 2016 au 31 août 2016, il est directeur général adjoint d'AXA,.  
Il est nommé directeur général et administrateur d'Axa le 1erseptembre 2016, contre toute attente, en même temps que Denis Duverne est nommé président, les fonctions de président et de directeur général du groupe étant séparées au départ d’Henri de Castries. Dans une volonté de simplification, il annonce une stratégie de recentrage sur les 10 marchés qui assurent 80% des résultats d'Axa. En 2018, il met en bourse les activités américaines d'assurance vie et de gestion d'actifs et fait l'acquisition de XL Group,. 
Il perçoit en 2021 pour plus d'un millions d'euros de dividendes. 

### Prises de position
Il se prononce en faveur de la réforme des retraites d'Emmanuel Macron en 2023

## Mandats

### Mandats en cours au sein du Groupe AXA
- Administrateur et Directeur Général : AXA
- Administrateur : AXA Equitable Holdings, Inc. (Etats-Unis), AXA Equitable Life Insurance Company (Etats-Unis), MONY Life Insurance Company of America (Etats-Unis)

### Mandats en cours hors du Groupe AXA
- Entreprises : membre du conseil de surveillance de Bertelsmann SE & Co. KGaA (Allemagne)
- Organismes à but non-lucratif : membre du conseil de surveillance de la Baden-Badener Unternehmer Gespräche BBUG (Allemagne)
- Il est membre du conseil d'administration du Forum économique mondial[12].

## Distinctions
- En 2008, il reçoit la distinction « Young Global Leader » du Forum économique mondial.
- Chevalier de la Légion d'honneur 14 juillet 2019[1].
- Chevalier de l'ordre des Arts et des Lettres 2 novembre 2023[13]
- 1ère classe d’honneur de la Légion étrangère 16 juin 2025[14]